# 埃克鲁沃
埃克鲁沃（法語：Écrouves，法語發音：[ekʁuv]）是法国默尔特-摩泽尔省的一个市镇，属于图勒区。

## 地理
埃克鲁沃（48°40'48"N, 5°50'26"E）面积10.3 平方千米，位于法国大東部大區默尔特-摩泽尔省，该省份为法国东北部内陆省份，是洛林的一部分，北邻比利时、卢森堡，北起顺时针与摩泽尔省、下莱茵省、孚日省和默兹省接壤。
与埃克鲁沃接壤的市镇（或旧市镇、城区）包括：布吕莱、绍卢瓦-梅尼洛、栋日耳曼、富镇、帕涅-代里耶尔巴里讷、图勒。

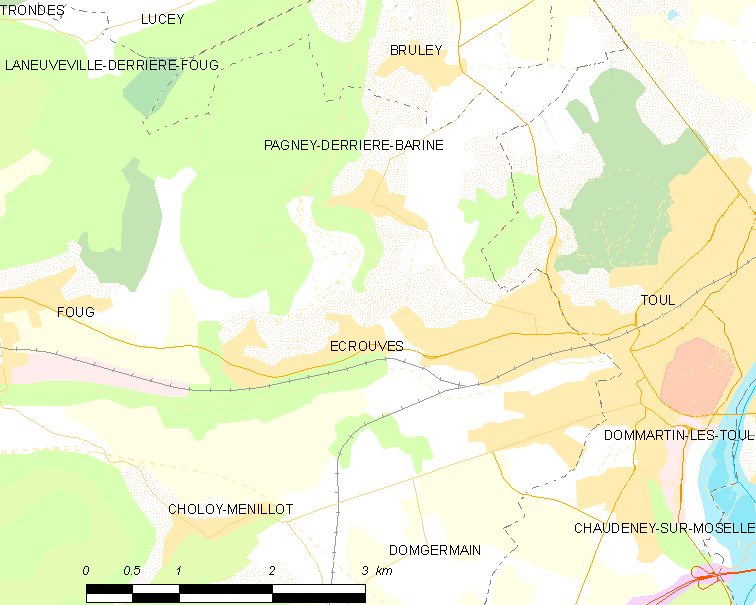
埃克鲁沃的OSM定位图

埃克鲁沃的时区为UTC+01:00、UTC+02:00（夏令时）。

## 行政
埃克鲁沃的邮政编码为54200，INSEE市镇编码为54174。

## 政治
埃克鲁沃所属的省级选区为图勒县。

## 人口

1962-2008年间埃克鲁沃人口变化图示

埃克鲁沃于2022年1月1日时的人口数量为4457人。